# Жеребцов, Алексей Иванович
Алексей Иванович Жеребцов (род. 22 ноября 1949) — советский хоккеист, российский тренер. Лучший бомбардир в истории хоккейного клуба «Рязань».

## Биография
Родился в Москве. Занимался хоккеем в «Динамо» и футболом в ЦСКА. Приглашался в футбольный «Судостроитель» Николаев, но отказался и сосредоточился на хоккее. Первые сезоны провёл в командах низших лиг СК имени Урицкого Казань, «Салават Юлаев» Уфа (1967/68), «Труд» Павловский Посад (1968/69). Во время армейской службы по протекции Олега Галямина играл в рядах команды второй лиги «Станкостроитель» Рязань, срочную службу проходил в училище ВДВ, где познакомился с Павлом Грачевым и Александром Лебедем; был ответственным за футбольную команду. В 1971 году с составе сборной Московского Военного Округа стал серебряным призёром Чемпионата Вооружённых Сил СССР.
Практически всю карьеру, до сезона 1988/89, играл за «Станкостроитель», забил более 560 шайб — практически в два раза больше ближайшего преследователя. Обладатель Кубка РСФСР 1972/73 (финальный матч состоялся 29.01.1974 в Первоуральске).
В сезонах 1972/73 — 1973/74 провёл 11 матчей в высшей лиге за «Химик» Воскресенск по приглашению Николая Эпштейна. В сезонах 1974/75 — 1975/76 играл в чемпионате за рижское «Динамо» Виктора Тихонова. В сезонах 1986/87 — 1987/88 выступал за «Таллэкс» Таллин.
С сезона 1988/89 был играющим тренером «Станкостроителя». После того, как в конце 1990 года клуб прекратил существование, вместе с Владимиром Смирновым организовал клуб «Вятич», где стал играющим тренером.
В сезоне 1991/92 — играющий тренер команды КФК «Эгида» Тверь. Затем — главный тренер тверских команд «Марс» (1992/93 — 1993/94), «Звезда» (1994/95) «Вятич» (1995/96).
В сезоне 1996/97 — тренер московского «Спортакадемклуба». Следующие четыре сезона — главный тренер «Вятича» Рязань и ХК «Рязань».
В сезоне 2001/02 вместо Олега Галямина возглавил женскую команду СКИФ Москва, затем главным тренером стал Олег Курин. С сезона 2003/04 работает в женском клубе «Торнадо» Дмитров вместе с супругой Натальей (массажисткой).
Второй тренер женской сборной России на Олимпийских играх 2006 в Турине.